# 王曦梁
王曦梁，原名王梁，女，江苏南通人，中國中央電視台文藝主持人。
王曦梁出生于江苏省南通市，1999年毕业于北京广播学院，毕业后中央电视台文艺中心国际部，曾任CCTV-3《国际艺苑》、CCTV-1《三星智力快车》、CCTV-3《联合对抗》主持人，还担任过CCTV-5世界杯《豪门盛宴》女主播。2014年被评为“中国第一足球女主播”。